# La Résurrection du Christ (Le Caravage)
Pour les articles homonymes, voir La Résurrection du Christ.
La Résurrection du Christ est un tableau disparu de Caravage, peint vers 1609-1610 pour décorer la chapelle Fenaroli dans l'église Sant'Anna dei Lombardi à Naples. Le tableau a été détruit par l'écroulement de l'abside de l'église qui l'abritait lors d'un tremblement de terre en 1805.
Bien que l'aspect original du tableau de Caravage ne soit pas connu, il est possible que le tableau de Louis Finson (v.1613) conservé dans l'église Saint-Jean-de-Malte d'Aix-en-Provence soit une copie, ou au moins qu'il s'en soit directement inspiré. De même, le tableau de Caracciolo Saint Pierre délivré de sa prison (1615) semble s'en inspirer.

Plusieurs artistes contemporains, admiratifs du tableau de Caravage, s'en sont inspirés.
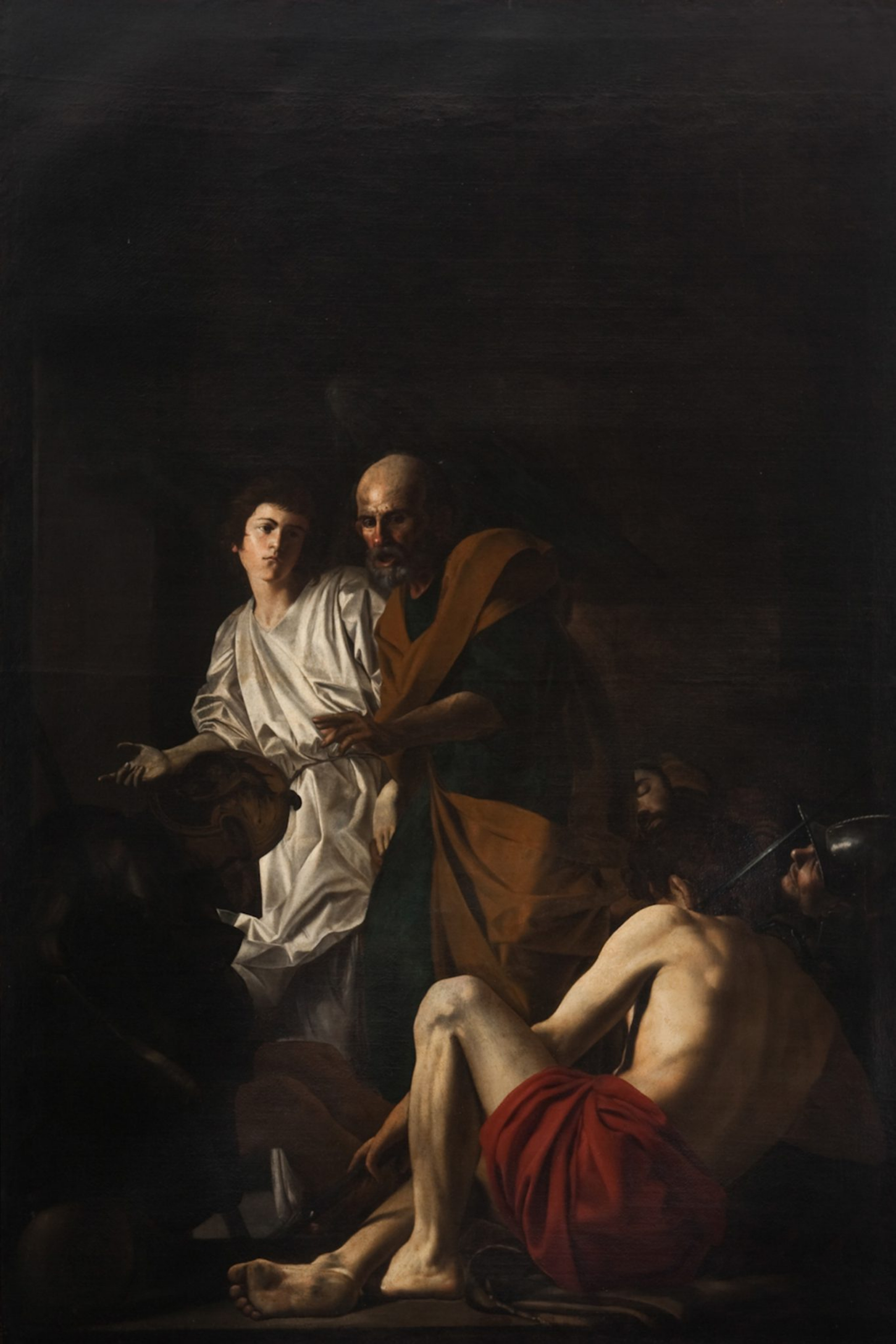
La Libération de saint Pierre de Caracciolo (1615, Pio Monte della Misericordia) s'inspire sans doute du tableau disparu.
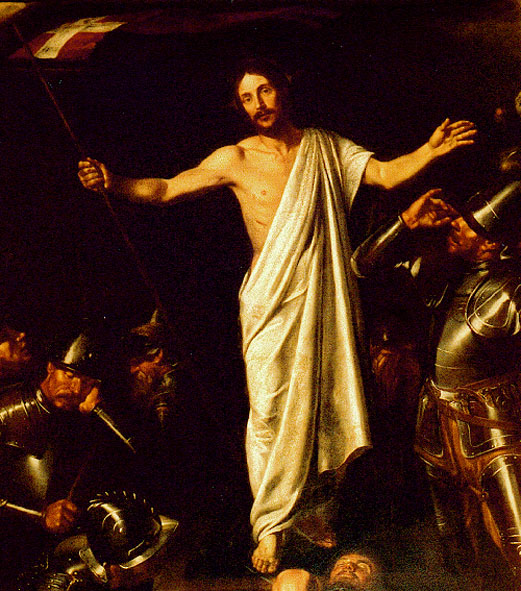
Ce tableau de Finson pourrait constituer une copie fiable de l'original perdu de Caravage. Église Saint-Jean de Malte, Aix-en-Provence.